# Pedregais
Pedregais is een plaats (freguesia) in de Portugese gemeente Vila Verde en telt 362 inwoners (2001).